# Direttore finanziario
Il direttore finanziario (in inglese chief financial officer - CFO) è una figura dirigenziale dell'organizzazione aziendale: ha la responsabilità della gestione e della pianificazione generale delle attività finanziarie di un'azienda.
Figura istituzionalizzata nel 2002 negli Stati Uniti dopo la legge Sarbanes-Oxley.

## Mansioni
Il Direttore Finanziario è responsabile della pianificazione finanziaria, delle previsioni economiche e del budgeting, supervisionando anche i flussi di cassa e la redazione dei report finanziari. Tra le sue principali mansioni vi sono la gestione del rischio finanziario, l'ottimizzazione delle strutture di capitale e delle strategie di investimento, oltre alla consulenza strategica per promuovere la crescita economica dell'azienda. Il CFO collabora con il CEO per definire gli investimenti necessari al raggiungimento degli obiettivi aziendali, garantendo che le decisioni operative siano sostenibili e allineate alle strategie finanziarie. Altre responsabilità includono la conformità alle normative fiscali e contabili, la gestione delle relazioni con investitori e stakeholder e l'implementazione di sistemi e tecnologie finanziarie avanzate.

## Nel mondo

### Italia
- Negli anni cinquanta-sessanta il ragioniere capo dell'amministrazione aziendale riceve delega dal proprietario o dall'amministratore delegato di occuparsi della gestione finanziaria corrente (entrate e uscite monetarie; crediti e debiti di specie finanziaria);
- Negli anni '70-'80 la figura si evolve seguendo una logica assimilabile a una forza centripeta e diventa direttore di una macro area aziendale assumendo la dizione di direttore amministrazione, controllo, finanza (DACF). È in quest'epoca che il DACF ha il massimo potere in azienda;
- Negli anni '90 si assiste a un fenomeno opposto: la presenza di una forza centrifuga sottrae al DACF alcune funzioni che diventano indipendenti (ad esempio: internal auditing, IT, finanza e tesoreria, pianificazione);
- Verso la fine degli anni '90 e l'inizio del terzo millennio il direttore finanziario entra come figura professionale negli organigrammi aziendali, quale responsabile della tesoreria e della finanza, sia come acquisitore di risorse finanziarie e monetarie che come gestore di attività di business che assorbono/generano risorse finanziarie e monetarie. È in questo momento che inizia la sua assimilazione alla figura dello Chief Financial Officer (CFO).